# عبد الحميد السماوي
الشيخ عبد الحميد السماوي هو عبد الحميد بن الشيخ احمد بن الشيخ محمد آل عبد الرسول ينتهي نسب الأسرة إلى قبيلة عبس عالم دين شيعي عراقي، ولد سنة 1315 هـ. في مدينة السماوة.

## حياته
ولد الشيخ في مدينة السماوة وهو قضاء تابع لمحافظة المثنى وتربى هنالك تربية دينية من قبل والده الشيخ أحمد. تلقى دراسة الابتدائية والمتوسطة في السماوة، ثم هاجر إلى النجف لطلب للعلم.

## دواوين عبد الحميد السماوي
له ثلاثة دواوين الأول ضيعه أشخاص اخذوا لكي يستنسخونه كان يضم معظم ما قاله في صباه، أما الثاني كان يضم بعض من أشعاره ولكنه سرق، أما الثالث فيسمى ديوان السماوي الذي تم طبعه بعد وفاة في دار الاندلس بيروت وهو ديوان كبير.
كتب عنه إبراهيم العريض من دولة البحرين ومن بغداد كتبت عنه جريدة الساعة وبعض جرائد أخرى ومن لبنان كتبه عنه محمد علي الحوماني.

## عبد الحميد السماوي وايليا أبو ماضي
عارض عبد الحميد السماوي الشاعر إيليا أبو ماضي في قصيدة لست أدري بالقصيدة له بعنوان ليس يدري من أبيات قصيدة السماوي

## وفاته
توفي في تاريخ ثالث من رجب 1384 هجري المصادف 10 سبتمبر 1964 في مستشفى الشعب بغداد. له قصيده يرثي نفسه بها بعنوان (أيه النفس).